# Каменка (Изяславский район)
Каменка (укр. Кам'янка) — село в Изяславском районе Хмельницкой области Украины.
Население по переписи 2001 года составляло 241 человек. Почтовый индекс — 30310. Телефонный код — 3852. Занимает площадь 0,918 км². Код КОАТУУ — 6822183004.

## Местный совет
30310, Хмельницкая обл., Изяславский р-н, с. Кунев, ул. Лисовской, 1а